# 德利昂山
80°51′S 159°57′E / 80.850°S 159.950°E
德利昂山（英語：Mount Deleon）是南極洲的山峰，位於奧次地，處於道格拉斯角西北面17公里的恩特里金冰川南岸，海拔高度780米，現時由南極條約體系管理。